# Dani González
Daniel González Sanz, noto come Dani (Madrid, 8 luglio 1972), è un allenatore di calcio ed ex calciatore spagnolo, di ruolo centrocampista.

## Palmarès

### Allenatore

#### Competizioni nazionali
- Supercoppa spagnola: 1

Atlético Madrid: 2021